# Gymnobisium quadrispinosum
Gymnobisium quadrispinosum är en spindeldjursart som först beskrevs av Albert Tullgren 1907.  Gymnobisium quadrispinosum ingår i släktet Gymnobisium och familjen Gymnobisiidae. Inga underarter finns listade i Catalogue of Life.